# Мпеко, Иссама
Джо Иссама Мпеко (фр. Djo Issama Mpeko; родился 3 марта 1986, Мбандака) — конголезский футболист, защитник клуба «ТП Мазембе» и сборной ДР Конго. Рекордсмен по количеству матчей за сборную ДР Конго (76).

## Клубная карьера
Во взрослом футболе дебютировал в 2006 году выступлениями за команду «Люмьер», в которой провёл три сезона. В 2009 году он перешёл в клуб «Мотема Пембе», с которым дважды выигрывал Кубок. В 2011 году перешёл в клуб «Вита», с которым за 2 года сыграл 115 матчей, забив один гол. В 2014 году он подписал контракт с ангольским клубом «Кабушкорп». За год он сыграл лишь 17 матчей из-за частых травм. В 2015 году он подписал контракт с «ТП Мазембе». С клубом Мпеко четыре раза выигрывал национальный чемпионат, дважды Кубок Конфедерации КАФ в 2016 и 2017 годах, а также Суперкубок КАФ в 2017 году.

## Сборная ДР Конго
За сборную ДР Конго Мпеко дебютировал в 2011 году. Он выступал на чемпионате африканских наций 2011 года. Во время квалификации на Кубок африканских наций 2013 года он забил один гол. Он принял участие в четырёх Кубках африканских наций в 2013, 2015, 2017 и 2019 годах. В 2015 году вместе с командой стал бронзовым призёром Кубка африканских наций. Весной 2019 года сыграл 65-ю игру за сборную, обойдя по этому показателю Жоэля Кимваки и стал рекордсменом национальной сборной ДР Конго по количеству проведённых матчей.

## Достижения
Клубные
- Чемпион ДР Конго: 2016, 2017, 2019, 2020
- Обладатель Кубка ДР Конго: 2009, 2010
- Обладатель Суперкубка КАФ: 2017
- Обладатель Кубка Конфедерации КАФ: 2016, 2017

Сборная ДР Конго
- 3-е место на Кубке африканских наций: 2015